# Iveco Turbotech
Iveco TurboTech — крупнотоннажный грузовой автомобиль, предназначенный для перевозки грузов на большие расстояния, выпускаемый итальянской компанией Iveco S.p.A в качестве преемника Iveco Turbo. Производство модели началось в 1984 году и продолжалось до 1993 года. Судя по всему, автомобиль похож на Iveco Turbostar, отличие лишь в интерьере кабины.

## Информация
Первые прототипы появились летом 1984 года с несколькими силовыми агрегатами. Все они были оснащены турбодизельными двигателями Fiat VI 8220-02 объёмом 9,577 см 3, 8210-22S объёмом 13798 см3 и V8 8280-42 объёмом 17174 см3. Их агрегатировали с 16-ступенчатой синхронизированной коробкой передач ZF ECOSPLIT и 13-ступенчатой FULLER. С технической точки зрения TurboTech представляет собой дальнейшее развитие Iveco Turbo. В 1987 году мощность двигателей была изменена до 360 л. с., в 1988 году — до 377 л. с. В 1993 году модель была вытеснена с конвейера моделью Iveco EuroTech, тогда как в Аргентине производство продолжалось до 1998 года.

## Модификации
- 190-26/190-26T (1990—1992): двигатель Iveco 8460.21, 6-цилиндровый, объём 9500cм3, мощность 260 л. с.
- 190-32/190-32T (1990—1992): двигатель Iveco 8460.41, 6-цилиндровый, объём 9500 cм3, мощность 318 л. с.
- 190-36/190-36T/220-36 PT/240-36P (1990—1992): двигатель Iveco 8210.42, 6-цилиндровый, объём 13798 cм3, мощность 377 л. с. при 1800 об/мин[1][2][3]